# 八百屋杏
八百屋杏（日语：／ Yaoya Kyō，3月3日—）是一名日本女性聲優，東京都出身，remax所屬。

## 人物
興趣是讀書、上網。特長是唱歌。

## 演出作品
※粗體字為主要角色。

### 電視動畫
2011年
- 轉吧！企鵝罐（女性、老闆娘）

2012年
- 戰國Collection（コーラスグループ、房東）
- 咬屁股蟲

2014年
- selector infected WIXOSS（管理人[2]）
- 白銀的意志 ARGEVOLLEN（住民[2]）
- 魔彈之王與戰姬（女性）

2015年
- 四月是你的謊言（女教師）
- 偵探歌劇 少女福爾摩斯 TD（房東）
- 亞爾斯蘭戰記（帕爾斯國民）
- Hello！！黃金拼圖（小賣部阿姨）
- 食戟之靈（老婦人A）
- 監獄學園（阿姨）
- 請問您今天要來點兔子嗎？？（市場的人）
- 落第騎士英雄譚（女性）
- 女武神驅動 美人魚（裁判）

2016年
- 飛翔的魔女（老婆婆）
- 亞爾斯蘭戰記 風塵亂舞（城內女性）
- 食戟之靈 貳之皿（掮客B）
- 雷加利亞三聖星（蕾姿的母親）
- 發條精靈戰記 天鏡的極北之星
- WWW.WORKING!!（東田的班主任）
- Classica Loid（女、職員）
- 數碼寶貝-APP獸（親戚的阿姨、被拖下水的女人、老婆婆）
- 競女!!!!!!!!（阿姨、諮詢處）

2017年
- 幼女戰記（小販）
- 風夏（那智的祖母）
- 救難小英雄24（紫芋之君）
- 魔物獵人物語 RIDE ON（花店的阿姨）
- MARGINAL#4 由KISS開始創造的Big Bang（食堂阿姨）
- 快盜天使雙胞胎BREAK（比利的母親、俄羅斯牛柳婆婆）
- 櫻花任務（安田）
- Gamers 電玩咖！（花憐的母親）
- 妖怪公寓的優雅日常（鈴木、主婦B、老婆婆）
- 光之美少女：食尚甜心（老婆婆）
- 食戟之靈 餐之皿（夫人B）
- 救難小英雄 逆襲的三惡人（愛迪生母）
- 咕嚕咕嚕魔法陣（阿婆）
- Just Because!（陽斗的祖母）
- 奇諾之旅 -the Beautiful World- the Animated Series（阿姨）

2018年
- 廢柴王子 ANIME CARAVAN（麵包店）
- 齊木楠雄的災難 第2期（祖母、老婆婆）
- 霸穹 封神演義（碧霄）
- 妖精森林的小不點（猴子阿姨）
- 食戟之靈 餐之皿（女性）
- 重神機潘多拉（店員、老婆婆）
- 多田君不戀愛（來賓）
- 惡偶 -天才人形-（店員、老師）
- 高分少女（阿姨、安馱婆）
- 後街女孩（宮崎）
- 銀魂.（和通緝畫像相似的女人）
- 月影特工（一之瀨梅子、王香祖母）
- 梅露可物語-無精打采的少年與瓶中少女-（法蘭貝爾）
- 終將成為妳（侑的祖母）

2019年
- BanG Dream! 2nd Season（六花的叔母）
- 飛翔吧！戰機少女（KP的阿姨）
- 反斗小王子（女性、主婦）
- 毛球權次郎（[3]）
- Fairy Gone（泰德·利文斯頓的母親）
- 彼方的阿斯特拉（阿姨）
- Dr.STONE 新石紀（鹽）
- 魔法水果籃（素子的母親）
- 炎炎消防隊（住民）
- 高分少女II（安駄婆）
- 星合之空（春日春陽）
- 我們真的學不來！（番頭）

2020年
- 異種族風俗娘評鑑指南（光惠[3][4]）
- BanG Dream! 3rd Season（六花的叔母）
- 魔法水果籃 2nd season（素子的母親）
- 噴嚏大魔王2020（布魯子）
- 格萊普尼爾（山田老師）
- 籃球少年王（川原）
- 萌可魯玩偶貓（常羽的祖母）

2021年
- 奇蛋物語 Wonder Egg Priority（顧問教師）
- 比方說，這是個出身魔王關附近的少年在新手村生活的故事（羅克莫）
- 東京復仇者（房東）
- 魔卡派對（普萊茲）
- 關於我轉生變成史萊姆這檔事 轉生史萊姆日記（珍）
- 卡片戰鬥！！先導者 overDress（富田婆婆）
- 萌可魯玩偶貓 Mix！（常盤老婆婆）
- 歌劇少女！！（八先生的妻子、宿管、姨媽A、粉絲B）
- 白沙的Aquatope（常客）
- SELECTION PROJECT（八木惠）

2022年
- 魔卡派對（艾娜美拉絲）
- 處刑少女的生存之道（水晶使）
- 勇者、辭職不幹了（女主人）
- 聯盟空軍航空魔法音樂隊 光輝魔女（老婆婆、老婦人人）
- 忍之一時（阿姨）
- 孤獨搖滾！（TV內聲音）

2023年
- 阿魯斯的巨獸（背景人聲）
- 躍動青春（店員）
- 獻祭公主與獸王（熊族的阿姨）
- 藍色管弦樂（肉店）
- 帶著智慧型手機闖蕩異世界。2（妲契亞王妃）
- 和山田談場Lv999的戀愛（女性）
- 幻日夜羽 -鏡中暉光-
- 賽馬娘 Pretty Derby Season 3（菜店的老闆娘）
- 米奇與達利 惡童物語（丸太祖母）
- 聖魔大戰 BIKKURI-MEN（客A）
- SPY×FAMILY間諜家家酒 Season 2（帕金家的房東）
- Paradox Live THE ANIMATION（夏準的母親）
- 我想成為影之強者！2nd season（主婦）
- 烈焰先鋒 救國的橘衣消防員（吉川春江）
- 葬送的芙莉蓮（居民）
- 某大叔的VRMMO活動記（向日葵亭的女老闆）

2024年
- WIND BREAKER—防風少年—
- 王牌酒保 神之杯（占卜師）
- 花野井同學與戀愛病（老婆婆）
- 無職轉生II～到了異世界就拿出真本事～（教師）
- 終末的火車前往何方？（圍裙殭屍、殭屍）
- 關於我轉生變成史萊姆這檔事 第3期（珍）
- 金剛戰神U（弗里德星人B、老修女、女性貴族、患者A）
- 杖與劍的魔劍譚（吉娜）
- 異世界失格（店主）
- 村井之戀（澡堂前台婆婆）

2025年
- 我的幸福婚約 第2期（商店店主）
- 這公司有我喜歡的人（女招待、染井母）
- 黃昏旅店（羅塞的媽媽）
- 前橋魔女（附近的奶奶）
- 忍者亂太郎（客、村人、村裡的人）
- 蠟筆小新（肉店的阿姨）
- 這是妳與我的最後戰場，或是開創世界的聖戰 Season II（修德拉家私兵）
- 瞬間治癒卻被當成廢物踢出隊伍的天才治療師，改當無照治療師快樂過活（老闆娘）
- 神統記（阿黛莉亞）
- 終末起點（瑪麗亞）
- 九龍大眾浪漫（郭）
- 膽大黨 第2期（鬼頭咒咒）

### 劇場版動畫
2018年
- 詩季織織 纖雨初晴（李墨的祖母）

2019年
- 劇場版 為了誰的鍊金術師（老女）

2021年
- ARIA The CREPUSCOLO（橘色行星職員）
- 新世紀福音戰士新劇場版：終（小母D[5]）
- 海岬的迷途之家（女性）

2022年
- 再見了，橡果兄弟！－奇蹟的暑假－（安藤商店的老婆婆）
- Re:cycle of the PENGUINDRUM
- 鈴芽之旅

2024年
- 成為星星的少女（馬場萬智子）

### OVA
2019年
- 高分少女（安駄婆、阿姨）

### 網路動畫
2015年
- 怪物彈珠（老奶奶）

2018年
- A.I.C.O.：化身（國會議員A）
- 約定的七夜祭（母親）

2022年
- 風都偵探（鏡野菊／酒精摻雜體[6]）
- 搖曳馬娘（老闆娘）

2023年
- 大奧（大竹）

### 遊戲
2011年
- 謎惑館～隨音逐流～

2018年
- 聖劍傳說2 SECRET of MANA（[7]）

2020年
- 迦雷里雅的地下迷宮與魔女的旅團（英语：Labyrinth of Galleria: The Moon Society）（[8]）

2021年
- 搭檔任務BOND（[9]）

2022年
- 怪物彈珠（牟拉罟斜[10]）

2023年
- 魔咒之地（ジョヘッディ・クラディーヴォ）
- Final Fantasy XVI

2024年
- 蠟筆小新 煤炭鎮的小白（ヨソイ）
- 聖劍傳說 瑪娜幻象

2025年
- 魔物獵人 荒野[11]
- 牧場物語 來吧！風之繁華市集（梅莉妮[12]）

## 外部連結
- 八百屋 杏 - +-- ＲＥＭＡＸ --+
- 八百屋杏的X（前Twitter）